# Joel Sherzer
Joel Fred Sherzer (18 de marzo de 1942 - 6 de noviembre de 2022) fue un lingüista antropológico estadounidense conocido por su investigación con el pueblo Guna de Panamá y su enfoque en el arte verbal y los enfoques centrados en el discurso para la investigación lingüística. Cofundador del Archivo de las Lenguas Indígenas de América Latina. Sherzer completó su Ph.D. en la Universidad de Pensilvania en 1968 y luego enseñó en la Universidad de Texas en Austin durante toda su carrera.

## Premios
- 1978 Beca Guggenheim[3]
- Premio de Archivo Society for the Study of the Indigenous Languages of the Americas 2018[4]

## El Archivo de las Lenguas Indígenas de América Latina
A lo largo de su carrera de investigación, Sherzer observó que los académicos estaban creando colecciones sustanciales de múltiples grabaciones y textos en lenguas indígenas latinoamericanas, y estaba preocupado por la preservación de estas valiosas colecciones de arte verbal indígena. En 2001, Sherzer, junto con Anthony Woodbury y Mark McFarland, fundaron el Society for the Study of the Indigenous Languages of the Americas para poder recopilar, digitalizar y preservar permanentemente estos recursos y ponerlos a disposición gratuitamente a través de Internet.

## Obras
- Adoring the saints: Fiestas in  Central Mexico. . Yolanda Lastra, Dina Sherzer y Joel Sherzer. Austin: University of Texas Press. 2009
- Stories, myths, chants, and songs of the Kuna Indians. Compilado, editado y traducido por Joel Sherzer. Austin: University of Texas Press. 2004
- Speech play and verbal art. Austin: University of Texas Press. 2002.
- Translating Native American Verbal Art: Ethnopoetics and Ethnography of Speaking. Editado por Kay Sammons y Joel Sherzer. Washington D. C.: Smithsonian Institution Press. 2000.
- Verbal art in San Blas: Kuna culture through its discourse. Cambridge: Cambridge University Press. 1990
- Las culturas nativas latinas americanas a través de su discurso . Editores Ellen Basso y Joel Sherzer. Quito: Ediciones Abya-Yala. 1990.
- Native American Discourse: Poetics and Rhetoric. Joel Sherzer y Anthony C. Woodbury. Cambridge: Cambridge University Press. 1987.
- Native South American discourse. Editores Joel Sherzer y Greg Urban. Berlín: Mouton de Gruyter. 1986.
- Kuna ways of speaking: An ethnographic perspective. Austin: University of Texas Press. 1983.
- The origin and diversification of language. Editado póstumamente por Joel Sherzer Chicago: Aldine-Atherton. 1971.